# 尼古拉·克鲁奇纳
尼古拉·叶菲莫维奇·克鲁奇纳（俄语：Николай Ефимович Кручина，1928年5月14日—1991年8月26日），苏联的财政官员，苏共中央审计委员会委员，曾担任苏共农业部副部长、 苏共中央委员会资金管理经理，主要负责党内的经济活动以及资金的对外流动，1991年八一九事件的几天后跳楼自杀。